# Dicyema acciacatum
Dicyema acciacatum är en djurart som tillhör fylumet rhombozoer, och som beskrevs av Bayard Harlow McConnaughey 1949. Dicyema acciacatum ingår i släktet Dicyema och familjen Dicyemidae. Inga underarter finns listade i Catalogue of Life.